# Paul Kleinschmidt
Paul Kleinschmidt (31. července 1883, Bobolice, dnes součást Polska – 2. srpna 1949, Bensheim, Německo) byl německý malíř.
Kleinschmidt pocházel z umělecké rodiny: otec byl ředitel putovního divadla a matka herečka. Od roku 1902 do roku 1905 studoval Paul Kleinschmidt na Umělecké Akademii v Berlíně u historického malíře Antona von Wernera, poté na Akademii výtvarných umění v Mnichově u Petera Halma a Heinricha von Zügela. Po návratu do Berlína se spřátelil s Lovisem Corinthem. V letech 1908 a 1911 se podílel na výstavách uměleckého spolku Berlínská secese.
V roce 1914 byl povolán do armády, odkud se po krátké době v roce 1915 vrátil kvůli otravě plynem. V roce 1937 byla jeho díla spolu s mnoha dalšími vystavena na výstavě Entartete Kunst v Mnichově.